# ポデンツァーナ
ポデンツァーナ(伊: Podenzana)は、イタリア共和国トスカーナ州マッサ＝カッラーラ県にある、人口約2,100人の基礎自治体（コムーネ）。

## 地理

### 位置・広がり

#### 隣接コムーネ
隣接するコムーネは以下の通り。括弧内のSPはラ・スペツィア県所属を示す。
- アウッラ
- ボラーノ (SP)
- カーリチェ・アル・コルノヴィーリオ (SP)
- フォッロ (SP)
- リッチャーナ・ナルディ
- トレザーナ

### 気候分類・地震分類
ポデンツァーナにおけるイタリアの気候分類 (it) および度日は、zona E, 2280 GGである。
また、イタリアの地震リスク階級 (it) では、zona 2 (sismicità media) に分類される。